# Osgood (Misuri)
Osgood es una villa ubicada en el condado de Sullivan en el estado estadounidense de Misuri. En el Censo de 2010 tenía una población de 48 habitantes y una densidad poblacional de 101,27 personas por km².

## Geografía
Osgood se encuentra ubicada en las coordenadas 40°11′50″N 93°21′2″O / 40.19722, -93.35056. Según la Oficina del Censo de los Estados Unidos, Osgood tiene una superficie total de 0.47 km², de la cual 0.47 km² corresponden a tierra firme y (0.55%) 0 km² es agua.

## Demografía
Según el censo de 2010, había 48 personas residiendo en Osgood. La densidad de población era de 101,27 hab./km². De los 48 habitantes, Osgood estaba compuesto por el 64.58% blancos, el 0% eran afroamericanos, el 14.58% eran amerindios, el 0% eran asiáticos, el 0% eran isleños del Pacífico, el 18.75% eran de otras razas y el 2.08% pertenecían a dos o más razas. Del total de la población el 20.83% eran hispanos o latinos de cualquier raza.